# نعمة الله النعمة
نعمة الله النعمة (1892 - 1965 م) هو عالم وأديب، من أهل الموصل.
هو نعمة الله بن محمد بن جرجيس النعمة. ولد عام 1311 هـ / 1892 م، في محلة باب جديد بالموصل. نشأ في أسرة معروفة بنزعتها الدينية، حيث تعلّم القرآن وبعض العلوم الدينية. أخذ عن محمد الرضواني و محمد صالح الجوادي وأخيه عبد الله النعمة.
له بعض القصائد والنظم، وقد جمع ولده ذاكر النعمة شعره في دفتر خاص أطلق عليه والده أسم «النفائس» وقد آلته يد الضياع ولم يبق من آثاره الشعرية الا ما نشر في الصحف والمجلات.